# 神戸市外国語大学
神戸市外国語大学（こうべしがいこくごだいがく、英語: Kobe City University of Foreign Studies）は、兵庫県神戸市西区学園東町9丁目1番地に本部を置く日本の公立大学。1946年創立、1949年大学設置。大学の略称は神戸市外大、神戸外大、神外大など。

## 概観

### 大学全体
1946年に設立された神戸市立外事専門学校を起源とする単科（外国語学部）の公立大学。1949年に神戸市外国語大学として新制移行。1986年に六甲より神戸研究学園都市へ全学が移転。2007年4月に公立大学法人に移行し、公立大学法人神戸市外国語大学が設置者となった。2023年4月に神戸市立工業高等専門学校と同一法人化し、設置者は神戸市公立大学法人に名称変更した。外国語学部に昼間開講の英米学科・ロシア学科・中国学科・イスパニア学科・国際関係学科が、外国語学部第2部に夜間開講の英米学科が設置されている。広い国際的視野に立って活躍する人材の育成を教育方針に掲げており、少人数での語学教育が実践されている。また、語学のみにとどまらず、文化、政治、経済など幅広い分野で教育・研究がおこなわれている。学部学生数1,716人、第2部学生数384人、大学院学生数117人、計2,217人（2023年5月1日現在）、教員数78人（2023年4月1日現在）。なお、神戸市外国語大学は国内で唯一の公立外国語大学である。

## 沿革

### 年表
- 1946年 神戸市立外事専門学校の設立が起源
- 1949年 新制神戸市外国語大学へ昇格（英米、ロシア、中国の3学科）。キャンパスには、神戸市立第二高等女学校→神戸市立楠ヶ丘高等学校が1949年に移転（移転に伴い同校は神戸市立須磨高等学校になった）した跡を使用した。
- 1950年 短期大学部を併設
- 1951年 神戸市立外事専門学校を廃止
- 1952年 同窓会「楠ヶ丘会」設立
- 1953年 外国語学部に第II部英米学科を設置
- 1955年 短期大学部を廃止
- 1962年 学部にイスパニア学科を設置
- 1967年 大学院外国語学研究科修士課程を設置
- 1986年 神戸研究学園都市に全学が移転（キャンパス移転後の跡地は学校法人親和学園に売却）
- 1987年 学部に国際関係学科を設置
- 1996年 大学院外国語学研究科博士課程を設置
- 2007年 「公立大学法人神戸市外国語大学」による設置・運営に移行
- 2009年 学部に国際コミュニケーションコースを設置
- 2015年 修士課程を改編し、新たに「論文コース」と「課題研究コース」を設置 (英語教育学専攻を除く)
- 2016年 創立70周年を迎える。第2学舎増築 (ステューデントコモンズ新設)
- 2021年 各学科のコースを再編する
- 2023年 法人名を「神戸市公立大学法人（wikidata）」に変更[3]

## 教育および研究

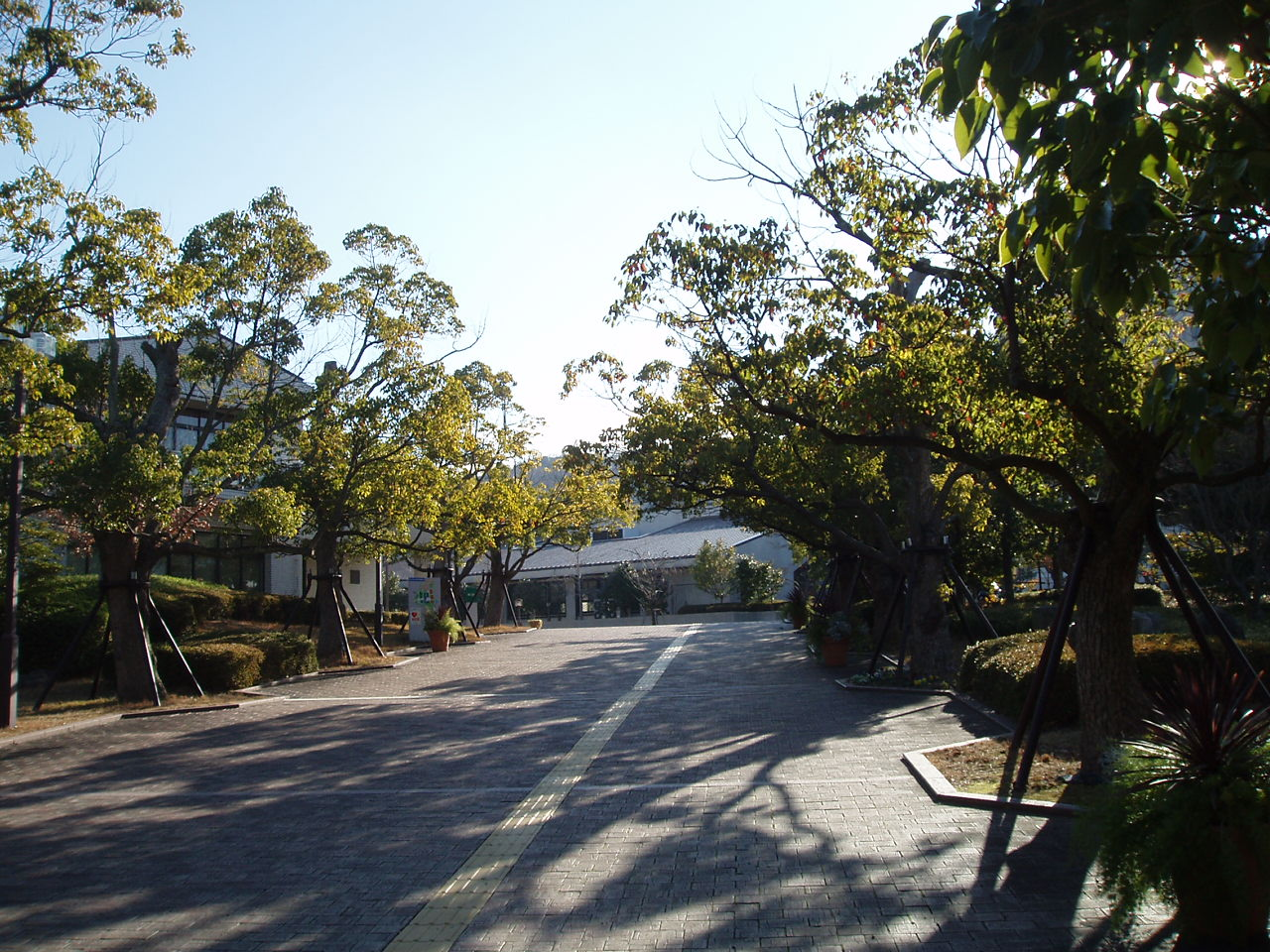
正門から続くスロープ

### 組織

#### 学部
- 外国語学部（昼間）
  - 英米学科
  - ロシア学科
  - 中国学科
  - イスパニア学科
  - 国際関係学科
- 外国語学部第2部（夜間）
  - 英米学科

##### コース制度 (2021年度以降入学生)
全学科2年次からコースに所属する。英米、ロシア、中国、イスパニアの各学科の学生は、語学文学コース、国際法政コース、経済経営コース、多文化共生コース、リベラルアーツコースの中から1つ選択する。国際関係学科の学生は、語学文学コースを除く前述の4つのコースから2つのコースを選択(主・副専攻)する。第2部英米学科の学生は、英語学・英語研究コース、英語圏文化文学コース、法経商コースから1つを選択する。また、グローバルコミュニケーションプログラム（通訳翻訳や模擬国連、コミュニケーション学に関する科目等から成る）は、一部科目にはTOEICスコア等の履修要件があるものの、要件を満たせば全学生が履修可能である。
- 外国語学部（昼間）- 英米・ロシア・中国・イスパニア学科
  - 語学文学コース
  - 国際法政コース
  - 経済経営コース
  - 多文化共生コース
  - リベラルアーツコース

- 外国語学部（昼間）- 国際関係学科
  - 国際法政コース
  - 経済経営コース
  - 多文化共生コース
  - リベラルアーツコース

- 第2部英米学科 (夜間)
  - 英語学・英語研究コース
  - 英語圏文化文学コース
  - 法経商コース

##### コース制度 (2020年度以前入学生)
英米、ロシア、中国、イスパニアの各学科の学生は3年次から、語学文学コース、法経商コース、総合文化コースのいずれかに所属する。ただし、例えば同時通訳やコミュニケーション学等を学べる国際コミュニケーションコースへの所属を希望する者は、1年次に選抜され、２年次からコースに所属する(第2部英米学科の学生は対象外)。国際関係学科にはコースがないが、国際コミュニケーションコースには所属できる。第2部英米学科の学生は、英語学・英語研究コース、英語圏文化文学コース、法経商コースのいずれかに所属する。

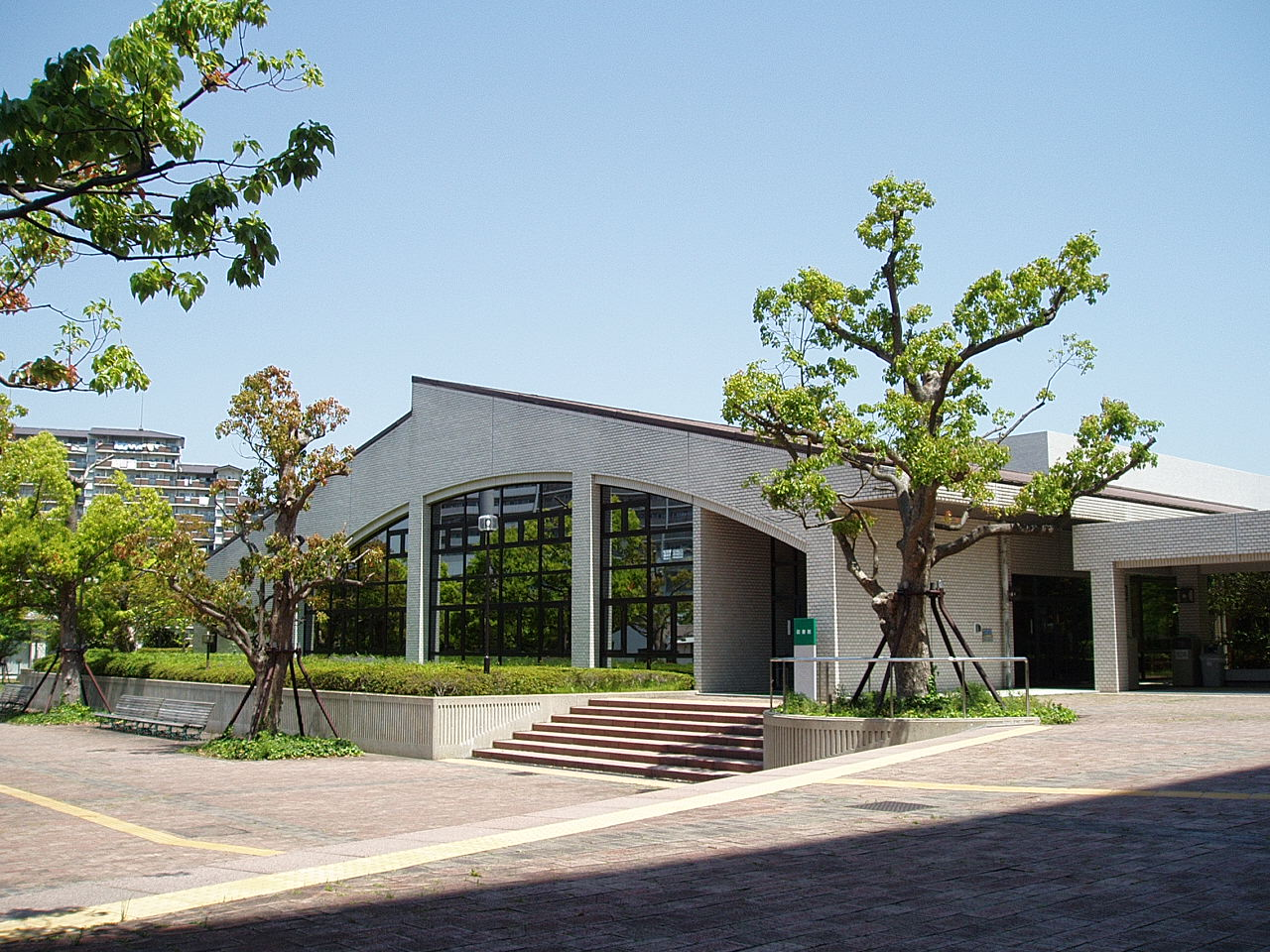
図書館の外観

- 外国語学部（昼間）- 英米・ロシア・中国・イスパニア学科
  - 語学文学コース
  - 法経商コース
  - 総合文化コース
  - 国際コミュニケーションコース
- 外国語学部（昼間） - 国際関係学科
  - 国際コミュニケーションコース
- 外国語学部第2部（夜間）
  - 英語学・英語研究コース
  - 英語圏文化文学コース
  - 法経商コース

#### 大学院
- 外国語学研究科
  - 修士課程
    - 英語学専攻[注 1]
      - 論文コース[注 2]
      - 課題研究コース[注 3]

    - ロシア語学専攻[注 4]
      - 論文コース
      - 課題研究コース

    - 中国語学専攻[注 5]
      - 論文コース
      - 課題研究コース

    - イスパニア語学専攻[注 6]
      - 論文コース
      - 課題研究コース

    - 国際関係学専攻[注 7]
      - 論文コース
      - 課題研究コース

    - 日本アジア言語文化専攻[注 8]
      - 論文コース
      - 課題研究コース

    - 英語教育学専攻 (4学期・週末利用型リカレント教育大学院)
      - 中・高等学校英語教育コース
      - 児童英語教育コース

  - 博士課程
    - 文化交流専攻
      - 言語コース[注 9]
      - 文化コース[注 10]
      - 国際社会コース[注 11]

#### 附属機関
- 図書館
- 外国学研究所

## 大学関係者と組織

### 大学関係者組織
- 楠ヶ丘会 - 神戸市外国語大学の同窓会組織。1952年設立。
  - 国内支部：関東支部、東海支部、岡山支部、広島支部、福岡支部
  - 海外支部：ニューヨーク支部、北京支部、上海支部、香港支部、マドリード支部
- その他：教職に就いている卒業生による「英鵬会支部」、女性卒業生による「ウィメンズくらぶ」「関東ウィメンズくらぶ」、若手同窓生有志による社会人・職業人ネットワーク「KGA(神戸外大Alumni）」、ロシア学科卒業生の「楠露会」、中国学科卒業生の「同学会」、イスパニア学科卒業生の「イスパニア会」、2部英米学科卒業生の「丘友会」などの各会がある。

### 大学関係者一覧

#### 教職員
- 島尾敏雄 - 神戸市立外事専門学校時代の助教授、作家。
- 小西友七 - 元外国語学部英米学科教授、『ジーニアス英和辞典』編集主幹。
- 家正治 - 外国語学部名誉教授、国際法、国際政治学者。
- 小浜善信 - 外国語学部名誉教授、哲学者。新プラトン主義協会元会長、中世哲学会元理事。九鬼周造研究の第一人者。
- 東谷穎人 - 元外国語学部イスパニア学科教授、元学長。著訳書多数。
- 木村栄一 - 元外国語学部イスパニア学科教授、元学長。主にラテンアメリカの小説を多数翻訳。
- 安居洋 - 外国語学部名誉教授、法経商コース、経済学者、元外国学研究所長、日本のインフレーション(共著)、世界の金利 日本の金利(共著)他著書多数。
- 丹生谷貴志 - 国際関係学科教授、文芸評論家。
- 菅山謙正 - 元外国語学部英米学科教授、元京都府立大学文学部、教授、元龍谷大学特任教授
- 浅井信雄 - 元外国語学部国際関係学科教授、国際政治学者。
- 山田勝 - 元外国語学部英米学科教授
- 近藤達夫 - 元外国語学部助教授、元大阪外国語大学教授。『外国語としての日本語』、『英語の母音』他著訳書多数。

#### OB・OG

##### 財界
- 大西音文 - ユニチカ会長
- 野崎勝義 - 阪神タイガース取締役連盟担当、元球団社長
- 佐藤裕久 - 株式会社バルニバービ創業者、代表取締役会長CEO兼CCO、一般社団法人 日本飲食団体連合会副会長、日本ファインダイニング協会（JFDA）副会長
- 粟田貴也 - トリドール創業者
- 小林克満 - 大東建託第6代社長（中退）
- 平尾隆弘 - 文藝春秋社長、週刊文春編集長、日本文学振興会理事長

##### 研究者・学者
- 浦雅春 - ロシア文学者（東京大学名誉教授）
- 坂井東洋男 - 中国近現代文学者(京都産業大学学長、追手門学院長、大学コンソーシアム京都副理事長)
- 畑博行 - 法学者（近畿大学学長）
- 西島章次 - 経済学者（神戸大学副学長）
- 久米昭元 - 英語学者（日本シエーリング貿易実務担当などを経て、立教大学大学院異文化コミュニケーション研究科教授）
- 八木克正 - 英語学者（関西学院大学教授、『ユースプログレッシブ英和辞典』(2004)(小学館)編集主幹）
- 門田修平 - 言語学者（関西学院大学教授）
- 竹内理 - 英語教育学者（関西大学教授）
- 寺谷弘壬 - 社会学者（青山学院大学名誉教授）
- 西山雄二 - 哲学者（東京都立大学教授）
- 平岡隆二 - 歴史学者（京都大学人文科学研究所准教授）
- 山下好孝 - 言語学者（北海道大学国際本部教授）
- 八島智子 - 応用言語学者（関西大学教授）
- 米田信子 - 言語学者（大阪大学大学院人文学研究科教授）
- 平岡隆二 - 日本思想史研究者（熊本県立大学文学部准教授）
- 荻内勝之 - スペイン文学者（東京経済大学教授）
- 多木誠一郎 - 協同組合法研究者（小樽商科大学教授）
- 家口美智子 - 英語学、言語学（金沢大学教授）
- 住吉誠 - 英語学（関西学院大学教授）
- 松井かや -英文学（ノートルダム清心女子大学准教授）
- 金子百合子 ロシア語、ロシア文学（神戸市外国語大学教授）
- 末吉洋文‐ 平和学、国際法、国際人権法（帝塚山大学教授）

##### マスコミ
- 河合香織 - ノンフィクション作家
- 水野晶子 - フリーアナウンサー（元毎日放送アナウンサー）
- 尾原秀三 - 中京テレビ社員、元アナウンサー
- 市来秋果 - NHKアナウンサー
- 藤田ゆみ子 - 元高知さんさんテレビアナウンサー

##### その他
- MORRIE - ミュージシャン
- 高田賢三 - デザイナー
- 西村しのぶ - 漫画家
- 大瀧啓裕 - 翻訳家
- 松浦真也 - お笑い芸人（吉本新喜劇）
- 奥薗壽子 - 家庭料理研究家
- 吉峯暁子 - OSK日本歌劇団演出家、「マツケンサンバⅡ」作詞者
- 村上雄藏 - 学校法人予備校神戸セミナー創設者
- 有本恵子 - 北朝鮮による拉致被害者、石岡亨夫人
- 永沼伊久也 - 俳優
- ろこ - YouTuber（ぴよちゃれ！）
- 和田有一朗 - 政治家
- 疋田由香里 - 声優

## 学生生活

### 学園祭
- 外大祭・春イベント―毎年前期に開催される。
- 外大祭―毎年11月に開催される。模擬店の出店、ステージではライブや吉本芸人による漫才が行われる。

### 語劇祭
各学科ごとの劇団が、それぞれの専攻している言語で劇を上演する。毎年12月（2012年は11月開催）に行われる外大の伝統行事となっている。内容は各国の既成の台本等によりコメディ、サスペンス、悲劇と多岐にわたり、外大生のみならず、一般の人も十分楽しめる劇となっている。また、開催にあたっては、教員も台本の選定や発音の指導等に協力し、大学をあげた行事となっており、参加した学生からは以後の語学力アップにつながったと言う声も多く、外大の語学教育の一翼を担っている。語劇祭の時期には学生たちがキャンパス内で発声練習や発音練習を熱心に行う姿が見られ、神戸市外大の風物詩となっている。

### 模擬国連
神戸市外国語大学は積極的に大学主体で模擬国連活動を行っている。参加している大会は英語が主言語となっている。
- 模擬国連世界大会 (National Model United Nations) …国際連合から唯一公認されている模擬国連大会。2016年11月には日本で初めて神戸市外国語大学が主催した。また、2020年11月にも主催する予定であったが、新型コロナウイルス感染拡大により、2022年に延期となった。
- 日本大学英語模擬国連 (Japan University English Model United Nations) …神戸市外国語大学と京都外国語大学が共同主催をしている模擬国連大会。

## 対外関係

### 交流協定校
- オーストラリア
  - サザンクロス大学
  - ディーキン大学
  - モナッシュ大学(ダブル・マスター対象)
  - ニューサウスウェールズ大学
- オーストリア
  - アメリカ・インスティテュート (短期・春)
- カナダ
  - メディシンハット大学
  - レジャイナ大学
- 中国
  - 復旦大学
  - 天津外国語学院
  - 北京語言大学 (長期または短期・夏)
  - 東北師範大学
  - 上海師範大学
- スペイン
  - サンディアゴ・デ・コンポステラ大学
  - アルカラ大学
  - オルテガ・イ・ガセット国際教育センター
  - ラ・リオハ大学
  - サラマンカ大学
  - マドリード自治大学
  - サラコザ大学
  - セゴビア市および国立通信教育大学 (長期または短期・春夏)
- フランス
  - オルレアン大学
- ドイツ
  - デュースブルグ・エッセン大学
  - ルートヴィヒ・マクシミリアン大学ミュンヘン
- イタリア
  - ローマ大学サピエンツァ
- カザフスタン
  - カザフ国立大学
- メキシコ
  - メキシコ国立自治大学
- ロシア
  - ウラル連邦大学
  - クバン国立大学
  - モスクワ国立大学ロシア語ロシア文化学院
  - 国立プーシキン記念ロシア語大学
  - 太平洋国立大学
- イギリス
  - ランカスター大学
  - リーズ大学
  - ノーサンプリア大学
  - ニューカッスル大学
  - ヨークセントジョン大学
- アメリカ合衆国
  - イースタン・ワシントン大学
  - オーガスタナ大学
  - オレゴン州立大学
  - エルマイラ大学 (ダブル・ディグリー対象)
  - カリフォルニア大学ロサンゼルス校エクステンション(UCLA) (短期・夏)

### 学術協力協定
- カナダ
  - メディシンハット大学
  - レジャイナ大学
- 中国
  - 南海大学文学院
- スペイン
  - バスク大学
  - ナバラ大学
- フランス
  - フランス国立高等研究院
- インド
  - インド工科大学グワハーティー校
- 日本
  - 東京外国語大学
- ロシア
  - ウラル連邦大学
  - クバン国立大学
  - 太平洋国立大学
- スイス
  - ベルン大学
- タイ
  - マヒドン大学アジア言語文化研究所
- イギリス
  - 東洋アフリカ研究学院

### 単位互換制度

#### UNITY（神戸研究学園都市大学交流推進協議会）
- 流通科学大学
- 神戸芸術工科大学
- 神戸市看護大学
- 兵庫県立大学（経済学部・経営学部）
- 神戸市立工業高等専門学校

また、大学コンソーシアムひょうご神戸に加盟しており、協定大学の間で単位互換授業を展開している。

#### 大学院
- 神戸大学大学院文学研究科博士前期課程

## アクセス
- 神戸市営地下鉄西神・山手線「学園都市駅」より徒歩2分